# Farewell, my pet
Farewell, my pet (literalemente: Adiós, mi mascota) es el 145° episodio de la serie de televisión norteamericana Gilmore Girls, en su última temporada.

## Resumen del episodio
Mientras Richard empieza a recuperarse después de la operación de bypass, el profesor suplente de este en sus clases de Economía es un muchacho que a Rory le atrae; ante esta situación un poco incómoda para ella, debido a que cada vez que lo encuentra se siente entre emocionada y nerviosa, decide contárselo a Logan, sin embargo él la sorprende al responderle que no le preocupa debido a que entre ellos dos las cosas van bien y él la ama. 
Por otra parte, Michel sufre la pérdida de uno de sus dos queridos perros, Chin Chin. Ante sugerencia de Lorelai, él quiere que se realice en el Dragonfly un funeral y que Sookie prepare la comida por dicha fecha; aunque parece un poco extraño lo pedido por Michel, Lorelai nota que él tenía bastante aprecio por su mascota. 
Christopher se aparece para hablar con Lorelai, sin embargo ellos no llegan a comprenderse completamente, debido a que Lorelai le asegura que lo ama, sin embargo él responde que aún ella tiene algún sentimiento especial por Luke, y que no tuvo un tiempo luego de romper su compromiso. También, le cuenta de la pelea que tuvo con Luke hace algún tiempo atrás. Finalmente, empiezan a hablar en casa y ven que, pese a que quizás ellos se querían, fue demasiado anticipado casarse, por lo que deciden terminar con su matrimonio porque Lorelai no está segura de amarlo, aunque quiere hacerlo.
- Datos: Q11681783